# Pablo Trapero
Pablo Trapero (San Justo, La Matanza, provincia de Buenos Aires; 4 de octubre de 1971) es un cineasta argentino, uno de los máximos exponentes del Nuevo cine argentino surgido a mediados de los años noventa. Sus películas son de corte realista, retrata gente común desarrollando actividades cotidianas y destaca las injusticias del contexto socioeconómico de la sociedad en la que viven sus protagonistas. Es miembro fundador de la Academia de las Artes y Ciencias Cinematográficas de la Argentina e integró su primera comisión directiva.
Ganó el León de Plata a la mejor dirección en el Festival Internacional de Cine de Venecia en 2015 por la película El Clan.

## Biografía
Estudió Dirección cinematográfica en la Universidad del Cine en la ciudad de Buenos Aires. Comenzó su carrera con la realización de algunos cortos, hasta que realizó su primer largometraje, Mundo grúa, en 1998. La película le valió el galardón al mejor director en la primera edición del Festival Internacional de Cine Independiente de Buenos Aires en el año 1999.
Tras Mundo grúa, en 2002 realizó la que es considerada su mejor obra,[cita requerida] El bonaerense, en la que aborda los temas de la inseguridad y de la desocupación, narrados dentro del marco de la corrupción policial. El filme no sólo es una mera crítica a la policía[cita requerida] sino que además muestra las injustas relaciones laborales de los suboficiales y cómo son maltratados muchas veces cruelmente por sus superiores. La cuidada estética de El bonaerense, con el agregado de un buen manejo de los tiempos, la han transformado en una de las obras más importantes del cine argentino.[cita requerida]
En 2004, realizó Familia rodante, una road movie con tintes de comedia. Ha actuado, además, como productor y guionista.
En 2011 obtuvo el Premio Konex - Diploma al Mérito como uno de los 5 mejores directores cinematográficos de la década de la Argentina, repitió la premiación en 2021.
En 2015 fue distinguido en Francia como Caballero de la Orden de las Artes y las Letras.

## Filmografía

### Cortometrajes
- 1992: Mocoso malcriado (16mm, producción, guion y dirección)
- 1995: Negocios (16 mm, producción, guion y dirección)
- 2001: Naikor (documental, DV CAM, producción, guion y dirección)
- 2010: Nómade (guion y dirección)
- 2012: Jam Session, corto dentro de la película 7 días en La Habana (guion y dirección)

### Largometrajes
| Año  | Película            | Director | Guionista | Productor | Montaje |
| ---- | ------------------- | -------- | --------- | --------- | ------- |
| 1999 | Mundo grúa          | Sí       | Sí        | Sí        | No      |
| 2002 | El bonaerense       | Sí       | Sí        | Sí        | No      |
| 2004 | Familia rodante     | Sí       | Sí        | Sí        | No      |
| 2006 | Nacido y criado     | Sí       | Sí        | Sí        | Sí      |
| 2008 | Leonera             | Sí       | Sí        | Sí        | Sí      |
| 2010 | Carancho            | Sí       | Sí        | Sí        | Sí      |
| 2012 | 7 días en La Habana | Sí       | Sí        | No        | Sí      |
| 2012 | Elefante blanco     | Sí       | Sí        | Sí        | Sí      |
| 2015 | El Clan             | Sí       | Sí        | Sí        | Sí      |
| 2018 | La Quietud          | Sí       | Sí        | Sí        | Sí      |

### Series
| Año       | Serie        | Director | Guionista | Productor | Montaje |
| --------- | ------------ | -------- | --------- | --------- | ------- |
| 2020      | ZeroZeroZero | Sí       | No        | Sí        | No      |
| 2022-2023 | Echo 3       | Sí       | No        | Sí        | No      |

## Premios y nominaciones
Premios Goya
| Año  | Categoría                     | Película   | Resultado |
| ---- | ----------------------------- | ---------- | --------- |
| 2000 | Mejor película iberoamericana | Mundo grúa | Nominado  |
| 2016 | Mejor película iberoamericana | El Clan    | Ganador   |

Premios Ariel
| Año  | Categoría                     | Película | Resultado |
| ---- | ----------------------------- | -------- | --------- |
| 2009 | Mejor película iberoamericana | Leonera  | Ganador   |
| 2016 | Mejor película iberoamericana | El Clan  | Nominado  |

Premios Cóndor de Plata
| Año  | Categoría            | Película        | Resultado |
| ---- | -------------------- | --------------- | --------- |
| 2000 | Mejor película       | Mundo grúa      | Nominado  |
| 2000 | Mejor director       | Mundo grúa      | Nominado  |
| 2000 | Mejor guion original | Mundo grúa      | Nominado  |
| 2000 | Mejor ópera prima    | Mundo grúa      | Ganador   |
| 2003 | Mejor película       | El bonaerense   | Nominado  |
| 2003 | Mejor director       | El bonaerense   | Nominado  |
| 2003 | Mejor guion original | El bonaerense   | Nominado  |
| 2007 | Mejor película       | Nacido y criado | Nominado  |
| 2007 | Mejor director       | Nacido y criado | Nominado  |
| 2009 | Mejor película       | Leonera         | Nominado  |
| 2009 | Mejor director       | Leonera         | Nominado  |
| 2009 | Mejor guion original | Leonera         | Nominado  |
| 2009 | Mejor montaje        | Leonera         | Nominado  |
| 2011 | Mejor película       | Carancho        | Ganador   |
| 2011 | Mejor director       | Carancho        | Ganador   |
| 2011 | Mejor guion original | Carancho        | Nominado  |
| 2011 | Mejor montaje        | Carancho        | Ganador   |
| 2013 | Mejor película       | Elefante blanco | Nominado  |
| 2013 | Mejor director       | Elefante blanco | Nominado  |
| 2013 | Mejor guion original | Elefante blanco | Nominado  |
| 2013 | Mejor montaje        | Elefante blanco | Nominado  |
| 2016 | Mejor película       | El Clan         | Nominado  |
| 2016 | Mejor director       | El Clan         | Nominado  |
| 2016 | Mejor montaje        | El Clan         | Ganador   |

Premios Sur
| Año  | Categoría            | Película        | Resultado |
| ---- | -------------------- | --------------- | --------- |
| 2008 | Mejor película       | Leonera         | Nominado  |
| 2008 | Mejor director       | Leonera         | Nominado  |
| 2008 | Mejor guion original | Leonera         | Nominado  |
| 2008 | Mejor montaje        | Leonera         | Nominado  |
| 2010 | Mejor película       | Carancho        | Nominado  |
| 2010 | Mejor director       | Carancho        | Nominado  |
| 2010 | Mejor guion original | Carancho        | Nominado  |
| 2010 | Mejor montaje        | Carancho        | Nominado  |
| 2012 | Mejor película       | Elefante blanco | Nominado  |
| 2012 | Mejor director       | Elefante blanco | Nominado  |
| 2012 | Mejor guion original | Elefante blanco | Nominado  |
| 2012 | Mejor montaje        | Elefante blanco | Nominado  |
| 2015 | Mejor película       | El Clan         | Nominado  |
| 2015 | Mejor director       | El Clan         | Nominado  |
| 2015 | Mejor guion original | El Clan         | Nominado  |

Festival Internacional de Cine de Venecia
| Año  | Categoría                          | Película   | Resultado |
| ---- | ---------------------------------- | ---------- | --------- |
| 1999 | Premio Anicaflash                  | Mundo grúa | Ganador   |
| 1999 | Premio Cult Network Italia         | Mundo grúa | Ganador   |
| 2015 | León de Plata a la mejor dirección | El Clan    | Ganador   |

Premios Platino
| Año  | Categoría                  | Película | Resultado |
| ---- | -------------------------- | -------- | --------- |
| 2016 | Mejor Director             | El Clan  | Nominado  |
| 2016 | Mejor Dirección de Montaje | El Clan  | Nominado  |

Premios Konex
| Año  | Premio            | Categoría          | Resultado |
| ---- | ----------------- | ------------------ | --------- |
| 2011 | Diploma al Mérito | Director/a de Cine | Ganador   |
| 2021 | Diploma al Mérito | Director/a de Cine | Ganador   |